# Márkó
Márkó là một thị trấn thuộc hạt Veszprém, Hungary. Thị trấn này có diện tích 34,41 km², dân số năm 2010 là 1152 người, mật độ 33 người/km².